# Đại trượng phu
Đại trượng phu là phim truyền hình Trung Quốc năm 2014, đạo diễn bởi Diêu Hiểu Phong, với sự tham gia diễn xuất của Vương Chí Văn, Lý Tiểu Nhiễm, Du Phi Hồng, Hàn Đồng Sinh .

## Nội dung
Vị giáo sư đáng kính Âu Dương Kiếm nảy sinh tình cảm với cô gái trẻ Cố Hiểu Quân. Để chuẩn bị đến gặp nhạc mẫu, Âu Dương Kiếm đã rũ bỏ vẻ đạo mạo nghiêm trang của mình chuyển sang ăn mặc trẻ trung sành điệu. Khi soi gương thấy dung mạo và trang phục không khớp ông đã đến ngay spa đắp mặt nạ và tiêm botox căng da mặt. Đến khi gặp mặt mới chuyện trò được vài câu Âu Dương Kiếm bỗng thấy mặt mình tê cứng, miệng méo xệch, mắt xếch lên. Khi vào viện cấp cứu ông mới biết mình bị dị ứng vì tiêm thuốc căng da...

## Diễn viên
| Diễn viên      | Vai                   |
| -------------- | --------------------- |
| Vương Chí Văn  | Âu Dương Kiếm         |
| Lý Tiểu Nhiễm  | Cố Hiểu Quân          |
| Du Phi Hồng    | Cố Hiểu Nham          |
| Hàn Đồng Sinh  | Cố Đại Hải            |
| Giang San      | Dư Mạt Lị             |
| Hứa Đễ         | Vương Tuệ Quyên       |
| Điền Vũ        | Nhậm Đại Vĩ           |
| Dương Lặc      | Triệu Khang           |
| Dương Lập Tân  | Giáo viên hiệu trưởng |
| Khổng Lâm      | Triệu Thư Nhã         |
| Cảnh Nhạc      | Trần Phóng            |
| Quan Hiểu Đồng | Âu Dương Miểu Miểu    |

## Phát sóng
| Kênh                                    | Quốc gia   | Ngày                | Thời gian                                  | Ghi chú |
| --------------------------------------- | ---------- | ------------------- | ------------------------------------------ | ------- |
| Chiết Giang TV,Dragon TV,BTV1,An Huy TV | Trung Quốc | 16 tháng 2 năm 2014 | 19:30                                      | [ 2 ]   |
| KSCI                                    | Hoa Kỳ     | 8 tháng 4 năm 2014  | Thứ hai - Thứ sáu 19:00 - 20:00            |         |
| KTSF                                    | Hoa Kỳ     | 23 tháng 4 năm 2014 | Thứ hai - Thứ sáu 19:00 - 21:00            |         |
| Talentvision 2                          | Canada     | 2 tháng 2 năm 2015  | Thứ hai - Thứ sáu 9:00, 14:00, 19:30, 1:00 |         |
| CTi Variety                             | Đài Loan   | 5 tháng 2 năm 2015  | Thứ hai - Thứ sáu 20:00 - 21:00            |         |
| CTi Entertainment                       | Đài Loan   | 5 tháng 2 năm 2015  | Thứ hai - Thứ sáu 21:00 - 22:00            |         |
| Videoland Chanel                        | Đài Loan   | 18 tháng 7 năm 2016 | Thứ hai - Thứ sáu 20:00 - 22:00            |         |

## Nhạc phim

### Trung Quốc[3]
| STT | Tracks                          | Sáng tác       | Lời           | Trình bày       |
| --- | ------------------------------- | -------------- | ------------- | --------------- |
| 1   | Ít nhất vẫn còn có em (OST)     | Davy Chan      | Lâm Tịch      | Diêu Bối Na     |
| 2   | 男人真累                        | Đài Giai Quân  | Đài Giai Quân | Trương Gia Tuân |
| 3   | Căn phòng                       | Lưu Thụy Kì    | Lưu Thụy Kì   | Lưu Thụy Kì     |
| 4   | 能不能                          | Sở Bác Nhân    | Sở Bác Nhân   | Vương Lân       |
| 5   | 如果现在                        | Sở Bác Nhân    | Sở Bác Nhân   | Vương Lân       |
| 6   | Anh thật sự rất đau             | Tiếu Thiên     | Tiếu Thiên    | Trương Gia Tuân |
| 7   | Có đau cũng nhớ cái tốt của anh | Chung Bất Hối  | Chung Bất Hối | Vương Lân       |
| 8   | Lần đầu tiên yêu người          | Sở Bác Nhân    | Sở Bác Nhân   | Sở Bác Nhân     |
| 9   | Mùi vị của hạnh phúc            | Sam            | Sam           | Vương Lân       |
| 10  | Chỉ muốn ôm lấy em              | Hác Nhất Cương | Thiển Tử      | Đô Trí Văn      |
| 11  | Mr.Lovable                      | Lưu Thụy Kì    | Lưu Thụy Kì   | Lưu Thụy Kì     |

### Đài Loan

#### CTI
| STT | Tracks                 | Sáng tác                     | Lời                          | Trình bày   |
| --- | ---------------------- | ---------------------------- | ---------------------------- | ----------- |
| 1   | 至少还有你             | Davy Chan                    | Lâm Tịch                     | Diêu Bối Na |
| 2   | Khả năng của hạnh phúc | Trần An Hoà aka Trần Vi Linh | Trần An Hoà aka Trần Vi Linh | Đinh Đang   |

## Rating
| Kênh           | Trung Bình |
| -------------- | ---------- |
| BTV1           | 1.449      |
| Chiết Giang TV | 1.342      |
| Dragon TV      | 1.060      |
| Sơn Đông TV    | 1.016      |
| An Huy TV      | 0.827      |
| Quảng Đông TV  | 0.269      |
| Hà Bắc TV      | 0.154      |
| Tân Cương TV   | 0.034      |

## Giải thưởng
| Năm  | Lễ trao giải             | Hạng mục                                       | Người đề cử / nhận giải | Kết quả   |
| ---- | ------------------------ | ---------------------------------------------- | ----------------------- | --------- |
| 2014 | Bạch Ngọc Lan            | Kịch bản xuất sắc nhất                         | Lý Tiêu Vu Miểu         | Đoạt giải |
| 2014 | Bạch Ngọc Lan            | Nam diễn viên xuất sắc nhất                    | Vương Chí Văn           | Đoạt giải |
| 2014 | Bạch Ngọc Lan            | Nữ diễn viên nổi tiếng nhất                    | Lý Tiểu Nhiễm           | Đoạt giải |
| 2014 | LHP truyền hình quốc gia | 10 phim truyền hình xuất sắc nhất              |                         | 6         |
| 2014 | LHP truyền hình quốc gia | Nam diễn viên mới được khán giả yêu thích nhất | Dương Lặc               | Đoạt giải |
| 2015 | Hoa Đỉnh                 | Phim truyền hình được yêu thích nhất           |                         | Đoạt giải |
| 2015 | Hoa Đỉnh                 | Phim truyền hình xuất sắc nhất                 | Dương Lặc               | Đoạt giải |
| 2015 | Hoa Đỉnh                 | Kịch bản xuất sắc nhất                         | Lý Tiêu                 | Đoạt giải |